# One Touch of Nature (film fra 1917)
One Touch of Nature er en amerikansk stumfilm fra 1917 af Edward H. Griffith.

## Medvirkende
- John Drew Bennett som William Vandervoort Cosgrove
- Viola Cain som Madame de Montignon
- Edward O'Connor som Shamus O'Brien
- John Henry
- Helen Strickland som Mrs. Cosgrove